# Geraard van Ruddervoorde

wapen van de Ridefort

Geraard van Ruddervoorde ook bekend als Gerard de Ridefort (? - Akko, 1 oktober 1189) was de tiende grootmeester van de Orde van de Tempeliers.
Ruddervoorde heeft in de geschiedenis een slechte reputatie opgebouwd. Hij wordt gezien als roekeloos, opportunistisch en als een slecht strateeg. Onder zijn verantwoordelijkheid hebben de Tempeliers veel nederlagen geleden en werd hun macht uitgehold. Om zijn leven te sparen werd de stad Gaza door de Tempeliers aan Saladin overgedragen. Ook dit werd hem zwaar aangerekend. Een "echte" Tempelier zou immers liever sterven dan een stad weggeven. Toch zijn er verschillende bronnen die zijn roekeloze gedrag tegenspreken. Hij zou volgens deze werken het slachtoffer zijn van slechte propaganda. Deze propaganda zou afkomstig zijn van schrijvers uit Tripoli, de aartsvijanden van de Tempeliers. Zo zou zijn biograaf ook niet echt een fan van hem zijn geweest. Ruddervoorde vocht volgens recente bronnen terug op de oude manier en deed waar de tempeliers echt voor dienden. Namelijk pelgrims beschermen.

## Levensloop
Ruddervoorde zou de jongste zoon van een Vlaamse edelman geweest zijn. Omdat hij weinig kans maakte op een titel of erfenis besloot hij zich in 1146, bij de Tweede Kruistocht te voegen. Toen deze kruistocht mislukte, bleef hij toch in het Heilige Land om onder Raymond III van Tripoli te dienen.
Als dank voor zijn voorbeeldige diensten, beloofde Raymond aan Gerard om Lucia van Batroun te mogen huwen. Dit huwelijk zou hem een groot grondbezit verschaffen.
Raymond liet zich echter omkopen door een rijke boer, die in de plaats van Gerard met Lucia trouwde. Nieuwe bevindingen geven aan dat het hier om Cecile Dorel ging, die het kustgebied met Batroun had geërfd van haar vader. Raymond III huwde haar uit aan een neef van een Pisaanse handelaar genaamd Plivano, deze betaalde er 10.000 bezanten voor, zoals de 13e-eeuwse schrijver Willem van Tyrus dit beschreef in zijn oud Franse continuntie.

### De Tempeliers
Na de woordbreuk van Raymond sloot Gerard zich aan bij de Tempelridders. Gerard werkte zich snel op. In 1184 werd hij verkozen tot Grootmeester der Tempeliers als opvolger van Arnoldus van Torroja en bleef dit tot aan zijn dood.
Na het overlijden van koning Boudewijn V van Jeruzalem schaarde Ruddervoorde zich bij een factie die Raymond III van Tripoli de troon wilde ontnemen. Gerard koesterde immers ook wraak tegen Raymond, omdat deze zijn beloftevolle huwelijk had doen mislukken.
Na de machtsgreep stuurde koning Hendrik II van Engeland geld om de Tempeliers en de Hospitaalridders te steunen. Gerard gebruikte het geld echter om werkeloze soldaten de stad Jeruzalem te laten bewaken. Later trok hij ten strijde tegen Saladin en zijn Egyptische strijders. Bij een poging om met 140 man ten aanval te trekken in de Slag bij Cresson, werd hij omsingeld door 7000 man van Saladin. Gerard was slechts een van de weinige overlevenden. Het is onduidelijk hoe hij heeft kunnen ontsnappen.
Later op het jaar leidde Ruddervoorde de aanval in, bij de Slag bij Hattin. De christenen werden overmeesterd en Gerard werd gevangengenomen. Alle ridders kregen de keuze om zich ofwel te laten bekeren of zich te laten onthoofden. Het resultaat was dat alle 230 Tempeliers en Hospitaalridders onthoofd werden. Saladin spaarde alleen Geraard en Guy van Lusignan. In ruil voor hun leven droegen ze de stad Gaza aan Saladin over. Mogelijk heeft Saladin hen laten gaan zodat de Tempeliers geen betere grootmeester konden aanwijzen.
Hierna waren de Tempeliers zo verzwakt dat Saladin de steden Jaffa, Akko, Beiroet en Jeruzalem kon innemen. Geraard sneuvelde tijdens het Beleg van Akko op 1 oktober 1189.